# Tenzing Rigdol
Tenzing Rigdol (tibétain : བསྟན་འཛིན་རིག་གྲོལ།, Wylie : bstan 'dzin rig grol), né le 16 janvier 1982 à Katmandou au Népal, est un artiste contemporain, peintre, poète et militant tibétain vivant à New York. Certaines de ses œuvres sont dans des collections au Japon, au Royaume-Uni et aux Etats-Unis. Son œuvre Pin drop silence: Eleven-headed Avalokiteshvara (2013) est la première d'un artiste tibétain contemporain acquise par le Metropolitan Museum of Art à New York,,.

## Biographie
Tenzing Rigdol est né le 16 janvier 1982 à Katmandou au Népal de parents réfugiés tibétains avec qui il gagne l'Inde ultérieurement. Sa scolarité se déroule dans le cadre du Tibetan Children's Village à Dharamsala. En 1997, il se forme à l'art des tapis tibétains au Centre d'artisanat tibétain de Dharamsala. L'année suivante, au Tibet, il étudie le collage dans la réalisation de thangkas sous la direction de Gen Tsering Yanki La. En 1999, il obtient le diplôme de peinture de thangkas de l'École d'art des thangkas de Katmandou au Népal,. En 2001, au monastère de Shekar Chorten, il apprend à réaliser des mandalas de sable (en) et des sculptures de beurre (en) pour renforcer sa connaissance du symbolisme et des motifs de l'art et la philosophie bouddhistes. Rigdol est titulaire d'une licence d'art (Bachelor of Fine Arts) et d'une licence (Bachelor of Arts) en histoire de l'art en 2005 de l'université du Colorado. Il vit dans le quartier du Bronx, à New York, aux États-Unis, où il a le statut de réfugié depuis 2002.
En 2007, son tableau The Metamorphosis of Life (La métamorphose de la vie, huile sur toile) a été vendu pour  10 000 £ (environ 15 000 dollars) à la Shelley and Donald Rubin Foundation.
En 2010, avec l'artiste chinois Zhang Hongtu, il crée une œuvre représentant Liu Xiaobo et qui est utilisée le 10 décembre, avec la participation de Richard Gere, pour demander la libération du lauréat du prix Nobel de la paix.
La même année, il publie, sous le titre Unhealed, une photographie montrant son dos tatoué d'une carte du Tibet où sont reportées les dates d'événements importants.
Rigdol est connu pour son installation Our Land, Our People à Dharamsala qui se composait de 20 000 kilos de terre du Tibet. Le titre est dérivé de My Land and My People, l'autobiographie du dalaï-lama. En 2011, inspiré par le regret de son père gravement malade de ne pouvoir fouler une dernière fois le sol tibétain avant sa mort, Tenzing Rigdol transporta en contrebande, dans trois camions, 20 tonnes de terre du Tibet à Dharamsala. Il en fit une installation artistique et encouragea les Tibétains en exil à marcher sur cette terre. Il n'a pas révélé le lieu d'origine et les personnes impliquées pour protéger ceux qui l'ont aidé dans ce transport à travers le Népal. Rigdol choisit d'apporter une grande quantité de terre, plutôt qu'une quantité symbolique pour susciter l'émotion des Tibétains. Il réalisa son installation au sol en un carré de 9 mètres côtés sur une scène érigée sur le terrain de basket en plein air de l'école des Villages d'enfants tibétains de Dharamsala. Pour les Tibétains à Dharamsala, le projet apportait un message d'optimisme. Certains pleuraient, d'autres priaient, tandis que des moines bouddhistes se mirent à genoux bénissant la terre. Spontanément, les gens en firent le tour en marchant dans le sens des aiguilles d'une montre, à manière d'une kora bouddhiste. Un échantillon de la terre a été envoyé au dalaï-lama, il l'a renvoyé avec le mot « Tibet » བོད་ tracé de son doigt en écriture tibétaine. Au bout de trois jours, les 20 tonnes de terre furent distribuées, marquant la fin du projet. Lobsang Sangay, premier ministre tibétain du gouvernement tibétain en exil déclara « Tenzing Rigdol nous a apporté le Tibet ».
Rigdol est en vedette dans le film documentaire Bringing Tibet Home du réalisateur tibétain Tenzin Tsetan Choklay sorti en octobre 2013 au festival international du film de Busan en Corée du Sud et qui remporta prix du Jury des jeunes Européens, au Festival international des programmes audiovisuels de Biarritz en janvier 2014,,,.
En 2013, le Metropolitan Museum of Art acquiert Pin drop silence: Eleven-headed Avalokiteshvara une peinture de 232.7 × 124.8 cm.
La même année, dans un collage intitulé Melong, il juxtapose les photos des manifestants et dissidents tibétains et celles des responsables chinois.
En octobre 2018, il participe à l'exposition d'art contemporain tibétain Boundless organisée par le Berkeley Art Museum and Pacific Film Archive. L'une des œuvres Wrathful Dance est sa réponse l'auto-immolation de Tibétains. Il déclare : « Le divertissement consiste à faire oublier les questions problématiques, tandis que l'art consiste à poser des questions. »
Il est aussi l'auteur de trois recueils de poésie. En 2009, il publie son premier recueil de poèmes, annoncé à New York, à la Maison du Tibet. Pour Tenzin Dickyi, avec son recueil de poèmes d'amour Butterfly's Wings, Tenzing Rigdol s'inscrit dans la tradition du 6e dalaï-lama Tsangyang Gyatso, le poète le plus aimé du Tibet.

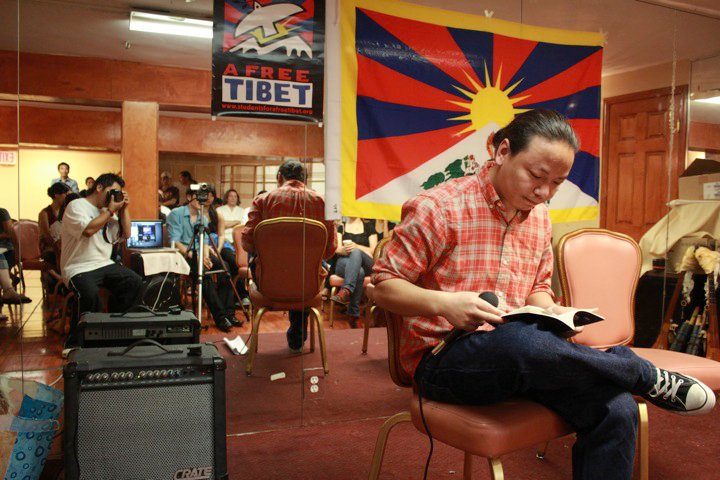
Tenzing Rigdol lisant un poème provocateur lors d'une conférence Renaissance Series organisée par Students for a Free Tibet en novembre 2011.

## Expositions
En mai 2006, il participe à l'exposition The Missing Peace au Fowler Museum at UCLA (en) à Los Angeles et en septembre de la même année à l'exposition Waves on the Turquoise Lake: Contemporary Expressions of Tibetan Art au CU Art Museum de l'université du Colorado à Boulder aux États-Unis.
En 2007, il expose au Rubin Museum of Art à New York.
Du 11 février au 27 mars 2009, il expose à la galerie Rossi & Rossi à Londres et en 2010 à Hong Kong.
En 2010, il participe à l'exposition « Le soleil brûlant du Tibet » au Songzhuang art colony (en) à Pékin en Chine.
De juin à octobre 2010, il participe à l'exposition « Tradition transformé », la première exposition d'art contemporain au Rubin Museum of Art à New York,,.
En 2012, il participe à l'exposition Face to Face au Musée d'art de Tel Aviv en Israël.
En 2013, il participe à l'exposition Anonymous: Contemporary Tibetan Art, au Samuel Dorsky Museum of Art.
En janvier et février 2014, il expose au Robert Hull Fleming Museum (en) situé dans l'université du Vermont aux États-Unis,.
En février-juin 2014, il est avec Gonkar Gyatso l'un des deux artistes contemporains tibétains de l'exposition New Beginnings au Metropolitan Museum of Art à New York.
En septembre 2017, il participe avec d'autres artistes à l'exposition Art for Tibet pour soutenir la cause tibétaine.

## Prix
- En 2008, Tenzing Rigdol est un des premiers artistes à se voir octroyer une résidence pour les artistes de l'Himalaya au Vermont Studio Center (en) par la fondation Shelley et Donald Rubin[41].
- En 2012, il reçoit, avec le musicien Karma Emchi, le Prix de l'innovation Lhakar, attribué aux personnes qui marquent la société tibétaine et le mouvement pour la liberté par la « force de leur créativité et de leur originalité dans les domaines de l'art, de la musique et de la littérature »[42].

## Ouvrages
- 2009 : Tenzing Rigdol: Experiment with Forms, Rossi & Rossi,  (ISBN 1906576076)
- 2013 : Darkness Into Beauty, Rossi & Rossi,  (ISBN 1906576335)

### Recueils de poèmes
- 2008 : R–The Frozen Ink, Paljor Publications,  (ISBN 819041741X)
- 2011 : Anatomy of Nights, Tibet Writes
- 2011 : Butterfly's Wings, Tibet Writes